# GSC2690-1617
GSC2690-1617 — хімічно пекулярна зоря спектрального класу A, що має видиму зоряну величину в смузі V приблизно  9,5.